# Championnats de Belgique d'athlétisme 1996
Les Championnats de Belgique d'athlétisme 1996 toutes catégories ont eu lieu les 10 et 11 août 1996 à Lede, Oordegem.

## Résultats
| Hommes | Prestation | Catégorie | Femmes | Prestation |
| ------ | ---------- | --------- | ------ | ---------- |

## Sources
- Ligue belge francophone d'athlétisme